# Notocacteae
Die Notocacteae sind eine Tribus in der Unterfamilie Cactoideae aus der Familie der Kakteengewächse.

## Beschreibung
Notocacteae sind meist einzelne, selten baumähnlich oder strauchig wachsende Pflanzen. Ihre meist kugelförmigen, nicht gegliederten Triebe sind gerippt, gerippt-warzig oder warzig. Die kleinen bis mittelgroßen, polysymmetrisch bis disymmetrischen Blüten öffnen sich am Tag. Ihr Perikarpell weist kleine Schuppen auf. Die Areolen tragen Borsten oder Haare. Die aufplatzenden oder nicht aufplatzende Früchte sind gewöhnlich trocken und selten beerenartig. Die kleine bis mittelgroßen Samen sind verschiedengestaltig. Hilum und Mikropyle der Samen sind miteinander verschmolzen, eine Strophiole ist oft, eine schleimige Umhüllung manchmal vorhanden.

## Systematik und Verbreitung
Die Tribus Notocacteae ist im Süden von Südamerika verbreitet. Sie wurde 1958 von Franz Buxbaum aufgestellt. Zur Tribus gehören die folgenden Gattungen:
- Austrocactus Britton & Rose
- Blossfeldia Werderm.
  - Blossfeldia liliputana Werderm.
- Cintia Kníže & Říha
  - Cintia knizei Říha
- Corryocactus Britton & Rose
- Copiapoa Britton & Rose
- Eriosyce Phil.
- Eulychnia Phil.
- Frailea Britton & Rose
- Neowerdermannia Frič
- Parodia Speg.
- Yavia R.Kiesling & Piltz
  - Yavia cryptocarpa R.Kiesling & Piltz

## Nachweise